# ある証明
ある証明（あるしょうめい）は、日本のロックバンドACIDMANの8thシングル。2005年5月18日発売

## 概要
- トリプルA面シングル。
- CD-EXTRA仕様で「SOL」のPVの一部やCinema vol.3のライブ映像の様子、レコーディングシーンなどを収録

## 収録曲
1. ある証明(5:02)
『and world』を参照
2. human traffic(5:03)
3. SOL(inst.)(4:21)
『and world』を参照

作詞：大木伸夫、作曲：ACIDMAN

## 収録アルバム
- and world (#1,3)
- ACIDMAN THE BEST (#1)